# Nurkhon Yuldashkhojayeva
Nurkhon Yuldashkhojayeva, född 1913, död 1929, var en uzbekisk dansare. 
Hon blev 1928 medlem i en rysk dansgrupp, som turnerade sovjetiska Uzbekistan. I enlighet med den sovjetiska kampanjen hujum som pågick då, som förespråkade kvinnors frigörelse, tog hon av sig slöjan och blev den första kvinna som uppträdde obeslöjad på scen i Uzbekistan. 
Under ett besök i sin hemstad mördades hon i ett hedersmord av sin bror på sin fars önskan. 
Hon förklarades som en sovjetisk hjälte, och en staty till hennes ära restes 1967 i hennes hemstad Margilan. 